# Daniela Jacob
Daniela Jacob   (20 de juny de 1961) és una climatòloga alemanya. Dirigeix el Climate Service Center Germany (GERICS) i és professora visitant a la Universitat Leuphana de Lüneburg.
Jacob va estudiar meteorologia de 1980 a 1986 a la Universitat Tècnica de Darmstadt i es va doctorar el 1991 per la Universitat d'Hamburg.
La recerca de Jacob se centra en la modelització climàtica regional i el cicle de l'aigua. Va ser un dels autors principals del cinquè informe d'avaluació de l'IPCC
Jacob és l'editora en cap i cofundadora de la revista Climate Services d'Elsevier. També és coordinadora, juntament amb Eleni Katragkou i Stefan Sobolowski, d'EURO-CORDEX, una comunitat científica per a la modelització climàtica regional europea.